# James Allan (rugby à XV)
Pour les articles homonymes, voir James Allan et Allan.

a Compétitions nationales et continentales officielles uniquement.

b Matchs officiels uniquement.
Dernière mise à jour le  .
James Allan, né le 11 septembre 1860 à Strath-Taieri (Nouvelle-Zélande) et mort le 2 septembre 1934 à Hawera (Nouvelle-Zélande), est un joueur international néo-zélandais de rugby à XV qui a joué huit fois pour les All Blacks.

## Biographie
James Allan fait ses débuts avec les All Blacks le 22 mai 1884. Allan est un des cinq joueurs sélectionnés par la province d'Otago pour faire partie des All Blacks, il a disputé huit des neuf matchs de la sélection néo-zélandaise en 1884.
Il évolue pour la province d'Otago et il dispute le premier match de la nouvelle équipe nationale de Nouvelle-Zélande de rugby à XV. L'ordre alphabétique fait de lui le joueur All Black n°1.
Il est connu comme le géant de Taieri, il fait partie d'une famille de quatre frères qui portent les couleurs d'Otago. Il a joué pour cette province de 1881 à 1886.

## Statistiques en équipe nationale
- Nombre de test avec les All Blacks : 0
- Autres matchs avec les All Blacks : 8
- Nombre total de matchs avec les All Blacks : 8
- Matchs avec les Blacks par année : 8 en 1884